# كونستنت بيتيرس
كونستنت بيتيرس (بالهولندية: Constant Pieterse)‏ هو مجدف هولندي، ولد في 19 يونيو 1895 في أمستردام في هولندا، وتوفي في 27 مارس 1992 في زفوله في هولندا.

## وصلات خارجية
- كونستنت بيتيرس على موقع الاتحاد الدولي للتجديف (الإنجليزية)
- كونستنت بيتيرس على موقع اللجنة الأولمبية الدولية (الإنجليزية)
- كونستنت بيتيرس على موقع أوليمبيديا (الإنجليزية)